# Roan (distrito electoral)
Roan es una circunscripción de la Asamblea Nacional de Zambia. Cubre el suburbio de Luanshya en Roan y la ciudad de Mapatamatu en el distrito de Luanshya de la provincia de Copperbelt.